# 1533 год
1533 (ты́сяча пятьсо́т три́дцать тре́тий) год  по юлианскому календарю — невисокосный год, начинающийся в среду. Это 1533 год нашей эры, 3‑й год 4‑го десятилетия XVI века 2‑го тысячелетия, 4‑й год 1530‑х годов. Он закончился 492 года назад.
| Пн | Вт | Ср | Чт | Пт | Сб | Вс |
|    |    | 1  | 2  | 3  | 4  | 5  |
| 6  | 7  | 8  | 9  | 10 | 11 | 12 |
| 13 | 14 | 15 | 16 | 17 | 18 | 19 |
| 20 | 21 | 22 | 23 | 24 | 25 | 26 |
| 27 | 28 | 29 | 30 | 31 |    |    |

| Пн | Вт | Ср | Чт | Пт | Сб | Вс |
|    |    |    |    |    | 1  | 2  |
| 3  | 4  | 5  | 6  | 7  | 8  | 9  |
| 10 | 11 | 12 | 13 | 14 | 15 | 16 |
| 17 | 18 | 19 | 20 | 21 | 22 | 23 |
| 24 | 25 | 26 | 27 | 28 |    |    |

| Пн | Вт | Ср | Чт | Пт | Сб | Вс |
|    |    |    |    |    | 1  | 2  |
| 3  | 4  | 5  | 6  | 7  | 8  | 9  |
| 10 | 11 | 12 | 13 | 14 | 15 | 16 |
| 17 | 18 | 19 | 20 | 21 | 22 | 23 |
| 24 | 25 | 26 | 27 | 28 | 29 | 30 |
| 31 |    |    |    |    |    |    |

| Пн | Вт | Ср | Чт | Пт | Сб | Вс |
|    | 1  | 2  | 3  | 4  | 5  | 6  |
| 7  | 8  | 9  | 10 | 11 | 12 | 13 |
| 14 | 15 | 16 | 17 | 18 | 19 | 20 |
| 21 | 22 | 23 | 24 | 25 | 26 | 27 |
| 28 | 29 | 30 |    |    |    |    |

| Пн | Вт | Ср | Чт | Пт | Сб | Вс |
|    |    |    | 1  | 2  | 3  | 4  |
| 5  | 6  | 7  | 8  | 9  | 10 | 11 |
| 12 | 13 | 14 | 15 | 16 | 17 | 18 |
| 19 | 20 | 21 | 22 | 23 | 24 | 25 |
| 26 | 27 | 28 | 29 | 30 | 31 |    |

| Пн | Вт | Ср | Чт | Пт | Сб | Вс |
|    |    |    |    |    |    | 1  |
| 2  | 3  | 4  | 5  | 6  | 7  | 8  |
| 9  | 10 | 11 | 12 | 13 | 14 | 15 |
| 16 | 17 | 18 | 19 | 20 | 21 | 22 |
| 23 | 24 | 25 | 26 | 27 | 28 | 29 |
| 30 |    |    |    |    |    |    |

| Пн | Вт | Ср | Чт | Пт | Сб | Вс |
|    | 1  | 2  | 3  | 4  | 5  | 6  |
| 7  | 8  | 9  | 10 | 11 | 12 | 13 |
| 14 | 15 | 16 | 17 | 18 | 19 | 20 |
| 21 | 22 | 23 | 24 | 25 | 26 | 27 |
| 28 | 29 | 30 | 31 |    |    |    |

| Пн | Вт | Ср | Чт | Пт | Сб | Вс |
|    |    |    |    | 1  | 2  | 3  |
| 4  | 5  | 6  | 7  | 8  | 9  | 10 |
| 11 | 12 | 13 | 14 | 15 | 16 | 17 |
| 18 | 19 | 20 | 21 | 22 | 23 | 24 |
| 25 | 26 | 27 | 28 | 29 | 30 | 31 |

| Пн | Вт | Ср | Чт | Пт | Сб | Вс |
| 1  | 2  | 3  | 4  | 5  | 6  | 7  |
| 8  | 9  | 10 | 11 | 12 | 13 | 14 |
| 15 | 16 | 17 | 18 | 19 | 20 | 21 |
| 22 | 23 | 24 | 25 | 26 | 27 | 28 |
| 29 | 30 |    |    |    |    |    |

| Пн | Вт | Ср | Чт | Пт | Сб | Вс |
|    |    | 1  | 2  | 3  | 4  | 5  |
| 6  | 7  | 8  | 9  | 10 | 11 | 12 |
| 13 | 14 | 15 | 16 | 17 | 18 | 19 |
| 20 | 21 | 22 | 23 | 24 | 25 | 26 |
| 27 | 28 | 29 | 30 | 31 |    |    |

| Пн | Вт | Ср | Чт | Пт | Сб | Вс |
|    |    |    |    |    | 1  | 2  |
| 3  | 4  | 5  | 6  | 7  | 8  | 9  |
| 10 | 11 | 12 | 13 | 14 | 15 | 16 |
| 17 | 18 | 19 | 20 | 21 | 22 | 23 |
| 24 | 25 | 26 | 27 | 28 | 29 | 30 |

| Пн | Вт | Ср | Чт | Пт | Сб | Вс |
| 1  | 2  | 3  | 4  | 5  | 6  | 7  |
| 8  | 9  | 10 | 11 | 12 | 13 | 14 |
| 15 | 16 | 17 | 18 | 19 | 20 | 21 |
| 22 | 23 | 24 | 25 | 26 | 27 | 28 |
| 29 | 30 | 31 |    |    |    |    |

## События
- 1493—1593 — Столетняя хорватско-османская война. Серия вооружённых конфликтов между Королевством Хорватия и Османской империей[1].
- 1507—1622 — Португало-персидская война. Ряд вооружённых конфликтов между колониалистской Португалией и вассальным Ормузом, с одной стороны, и Сефевидской империей, поддерживаемой англичанами, с другой[2].
- 1511—1641 — Малайско-португальская война. Вооружённый конфликт XVI-XVII веков, в котором Малаккский султанат при поддержке империи Мин, Голландской Ост-Индской компании (с 1607) и Джохора безуспешно сопротивлялся Португальской империи, стремившейся захватить Малакку и установить контроль над торговлей между Индией и Китаем[3].
- 1514—1555 — Турецко-персидская война[4].
- 1526—1543 — пять походов турок против Венгрии.
- 1527—1538 — Венгерская гражданская война[5].
- 1529—1536 — Альваро Нуньес Кавеса де Вака (1490—1564 или 1507-59) первым из европейцев пересек Северную Америку с востока на запад (Великие равнины, бассейн Рио-Гранде).
- 1529—1543 — Адало-эфиопская война[6].
- 1530—1533 — крестьянские волнения в Радоушове (Чехия).
- 1530—1535 — племена текрур опустошили всю страну Мали южнее Сенегала.
- 1532—1534 — восстание крестьян-ходов около Домажлице (Чехия).

- 1529—1533 — окончание Австро—турецкой войны[7].
  - 23 июля — Австрия и Османская империя заключили Стамбульский мирный договор, по которому Австрия получила западные и северо-западные земли Венгерского королевства, за что  обязалась выплачивать турецкому султану ежегодную дань[8][7].
- 1533—1536 — в Дании развернулась междоусобная борьба за престол («графская распря») между Кристианом II и Кристианом III. Восстание крестьян и горожан под лозунгами реформации во главе с бургомистрами Копенгагена и Мальме. Норвежская знать во главе с епископом Олафом Энгельбректсоном поддерживала Кристиана III.
- 1533—1535 — волнения солдат в Датуне и на Ляодуне.
- 23 апреля — Англиканская церковь расторгает брак между Екатериной Арагонской и английским королём Генрихом VIII.
  - Женитьба Генриха VIII на Анне Болейн (ок.1507-1536). Папа не признал её.
- 26 июля — казнь правителя Империи Инков Атауальпы испанскими конкистадорами
- 15 ноября — в Куско прибывает экспедиция Франсиско Писарро.
- В Мюнстере победили сторонники Реформации. Епископ изгнан. Туда стекались многие анабаптисты.
- Испанцы предали Атахуальпу суду и казнили. Захват Куско войсками Писарро. На трон верховного правителя был посажен один из племянников Атахуальпы, послушный испанцам. В Куско испанцы разграбили сокровища богатого храма Солнца, в Потоси (Боливия) захватили богатейшие серебряные рудники.
- Началась португальская колонизация Бразилии, берег которой был разделён на 15 капитанств.
- Начало губернаторства Шехзаде Мустафы, старшего сына Сулеймана Великолепного, в Манисе (1533-1541).
- Юсуф, будущий бей Ногайской Орды, выдал замуж за казанского хана Джан-Али, свою дочь Сююмбике, которая овдовев, в 1536 году стала женой нового казанского хана Сафа-Гирея[9].
- Сигизмунд I Старый стремясь создать противодействие Габсбургам, заключил союз с Османской империей (см. 1515 и 1524 года)[10].

## Русское государство
Правление: 1505—1533 — Василий III Иванович и 1533—1538 — Елена Васильевна Глинская при малолетнем Иване IV Васильевиче

### Правление Василия III Ивановича
- Зима — набег казанских татар на нижегородские земли[11].
- 02 февраля — Василий III женит своего брата Андрея Ивановича на княжне Ефросинии Андреевне, старшей дочери Андрея Фёдоровича Хованского. Великий князь с супругой Еленой Глинской и сыном Иваном IV Васильевичем присутствует нам свадьбе и одаривает новобрачных[12].
- Середина августа — Василий III отправляет своих братьев Юрия и Андрея с воеводами, оборонять южные рубежи от крымцев. Переправившись через Оку, русские войска  разбивают татар хана Сагиб-Гирея и преследуют их арьергард[12].
- 21 сентября — Василий III с супругой Еленой Глинской и обоими сыновьями, отправляется на богомолье в Троице-Сергиев монастырь. Оттуда великий князь вновь отправляется на охоту в Волоколамск и по дороге в селе Озерецком у него появляются первые симптомы тяжёлой болезни, повлиявших на его смерть[12].
- Василий III Иванович составил завещание (не сохранилось), согласно которому его наследником становился старший сын Иван Грозный, опекунами назначались Е.В. Глинская, князья Д.Ф. Бельский и М.Л. Глинский. Перед смертью Василий III Иванович принял монашеский постриг с именем Варлаам, похоронен в Архангельском соборе Московского Кремля[13].
- 06 октября — Василий III приезжает больным в Волоколамск, откуда втайне посылает постельничего Якова Ивановича Мансурова и дьяка Меньшика-Путятина в Москву за великокняжеским завещанием[12].
- 26 октября — Василий III совещается с боярами о судьбе престола в случае его смерти[12].
- 15 ноября — Василий III останавливается по пути из Волоколамска в Москву в Иосифе-Волоцком монастыре и оттуда после богомолья едет в Москву[12]
- 21 ноября — Василий III прибывает в Москву в село Воробьёво, где его встречает митрополит Даниил, владыки, бояре и дети боярские. На совещении великий князь решает въехать в столицу скрытно, по наспех сделанному мосту через Москву-реку, однако мост обламывается, так что слуги едва успевают удерживать сани великого князя[12].
- 23 ноября — Василий III въезжает в Московский Кремль и в своих постельных покоях проводит совещание с боярами и позднее с присоединившимися к ним братьями великого князя, который приказывает дьякам писать духовную грамоту. Василий с боярами совещается о том, как устроить великое княжение и судьбу престола после его смерти. Наследником объявляется его трёхлетний сын Иван, а опекунами при нём — Дмитрий Фёдорович Бельский и Михаил Львович Глинский[12].
- 03 декабря — митрополит Даниил совершает обряд пострижения великого князя (с именем Варлаам, в честь преподобного Варлаама Хутынского)[12].
- 04 декабря — митрополит Даниил созывает братьев Василия III — Юрия Дмитровского и Андрея Старицкого, а также князей, бояр и детей боярских и приводит их к крестному целованию Ивану Грозному и его матери Елене Глинской. Затем к присяге приводят и людей: "по всем градам"[14].
- В ночь (04 часа утра) с 03 на 04 декабря — умирает Василий III. Погребён при огромном стечении народа в Архангельском соборе Московского Кремля[12].

#### Правление Елены Глинской
- 1533—1584 — Русское царство. Правление Ивана Грозного (1547—1584). 
  - 1533—1547 — Боярское правление.
- Государством фактически управляла Елена Глинская, при которой проведён ряд мер способствовавших централизации и безопасности государства (1533-1538).
- Смерть Василия III и воцарение в Крымском ханстве Сагиб I Гирея (с 1532), привели к резкому ослабления влияния Русского государства на Крымское и Казанское ханство и усилению там анти русских настроений[15].
  - Крупный поход войск Крымского ханства под руководством Ислам I Гирея, с целью захвата Москвы. Поход был остановлен на рубеже реки Оки[16].
- Адашев Алексей Фёдорович посланник в Казанское ханство[17].
- Пожалован боярством: Одоевский Роман Романович[18].

## Начало правления
См.также: Список глав государств в 1533 году
- 1533—1537 — Абд ар-Рахман, первый раз хан Астраханского ханства (второй раз в 1539—1543?)[19].
- 1533—1538 — Буйдаш, хан Казахского ханства (по другим данным (?—1559/60)[19].

## Родились

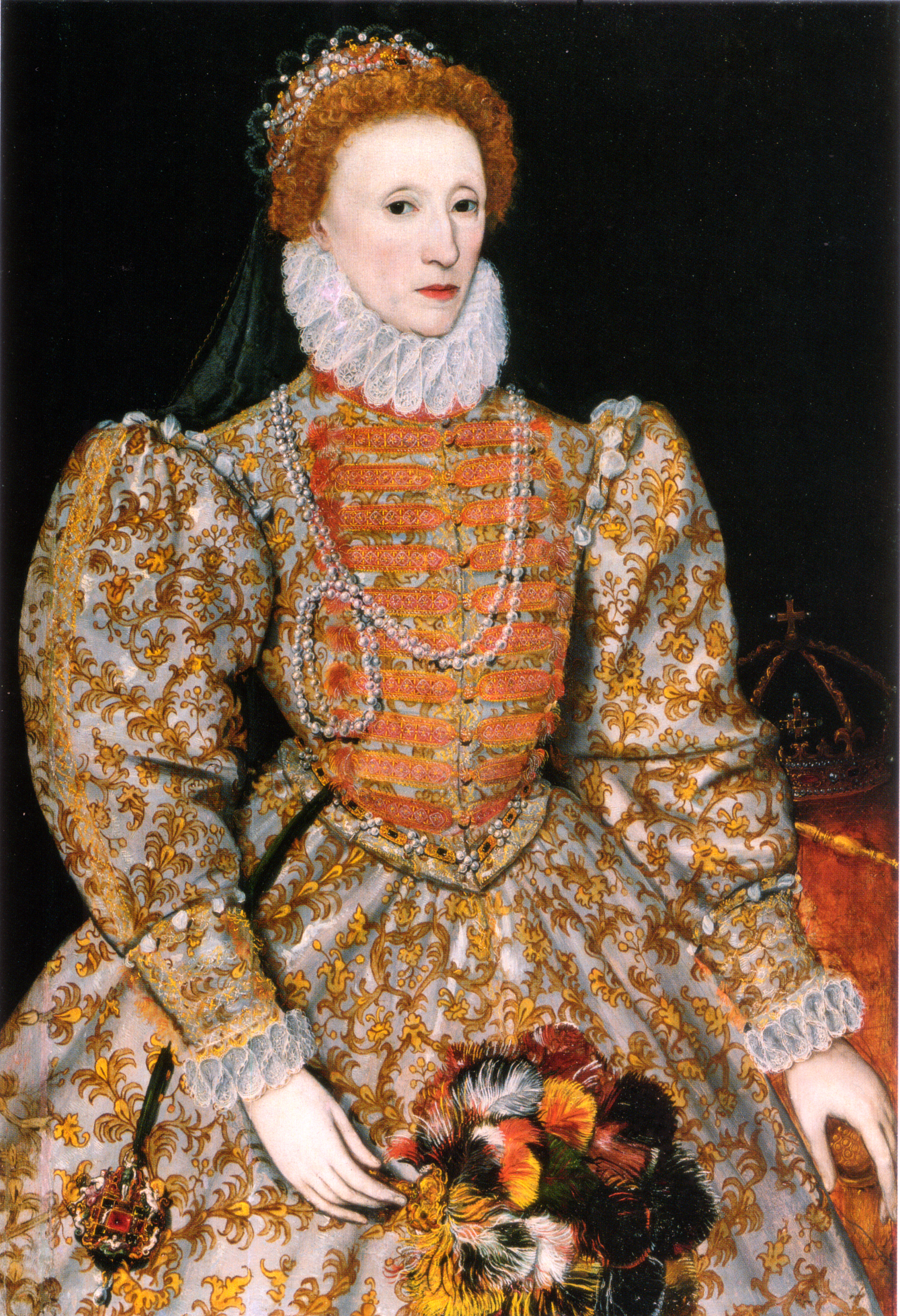
Портрет Елизаветы I

См. также: Категория:Родившиеся в 1533 году
- 28 февраля — Мишель Монтень, французский философ (ум. 1592).
- 24 апреля — Вильгельм I Оранский, первый штатгальтер Голландии, граф Нассауский и принц Оранский.
- 23 июня — Екатерин Гонзага (ум. 1572), будущая королева Польши и великая княгиня ВКЛ, третья жена польского короля Сигизмунда II Августа (с 1553 года)[20].
- 7 сентября — королева Англии Елизавета I.
- 27 сентября — Стефан Баторий, князь Трансильвании (1571—1576), король Польши, великий князь Литвы (1576—1586)[21].
- 13 декабря — Эрик XIV, Стокгольм, король Швеции из династии Ваза[22].
- Габриели, Андреа — итальянский композитор и органист позднего Ренессанса.
- Делла Порта, Джакомо — итальянский архитектор.

## Скончались

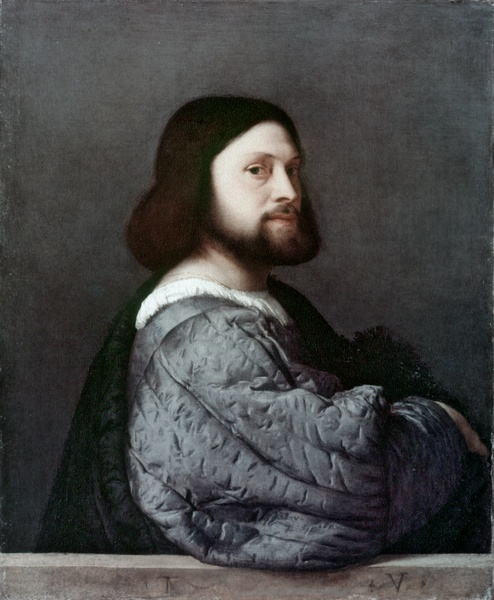
Портрет Лудовико Ариосто

См. также: Категория:Умершие в 1533 году
- 30 августа — Александр Свирский, православный святой.
- 4 декабря — Василий III, великий князь московский.
- Лудовико Ариосто — итальянский поэт и драматург.
- Атауальпа — правитель региона Кито, восставший против законного правителя Империи Инков Уаскара.
- Лукас ван Лейден — нидерландский живописец и гравёр.
- Мария Тюдор — младшая дочь английского короля Генриха VII и Елизаветы Йоркской. Супруга французского короля Людовика XII и бабушка Джейн Грей.
- Фредерик I — король Дании с 26 марта 1523 (провозглашён королём в изгнании, низложил Кристиана II) и Норвегии с 23 августа 1524, герцог Шлезвиг-Гольштейна. Из династии Ольденбургов.
- Штос, Фейт — немецкий скульптор, создатель резного алтаря Мариацкого костёла в Кракове.